# Kalle Boman

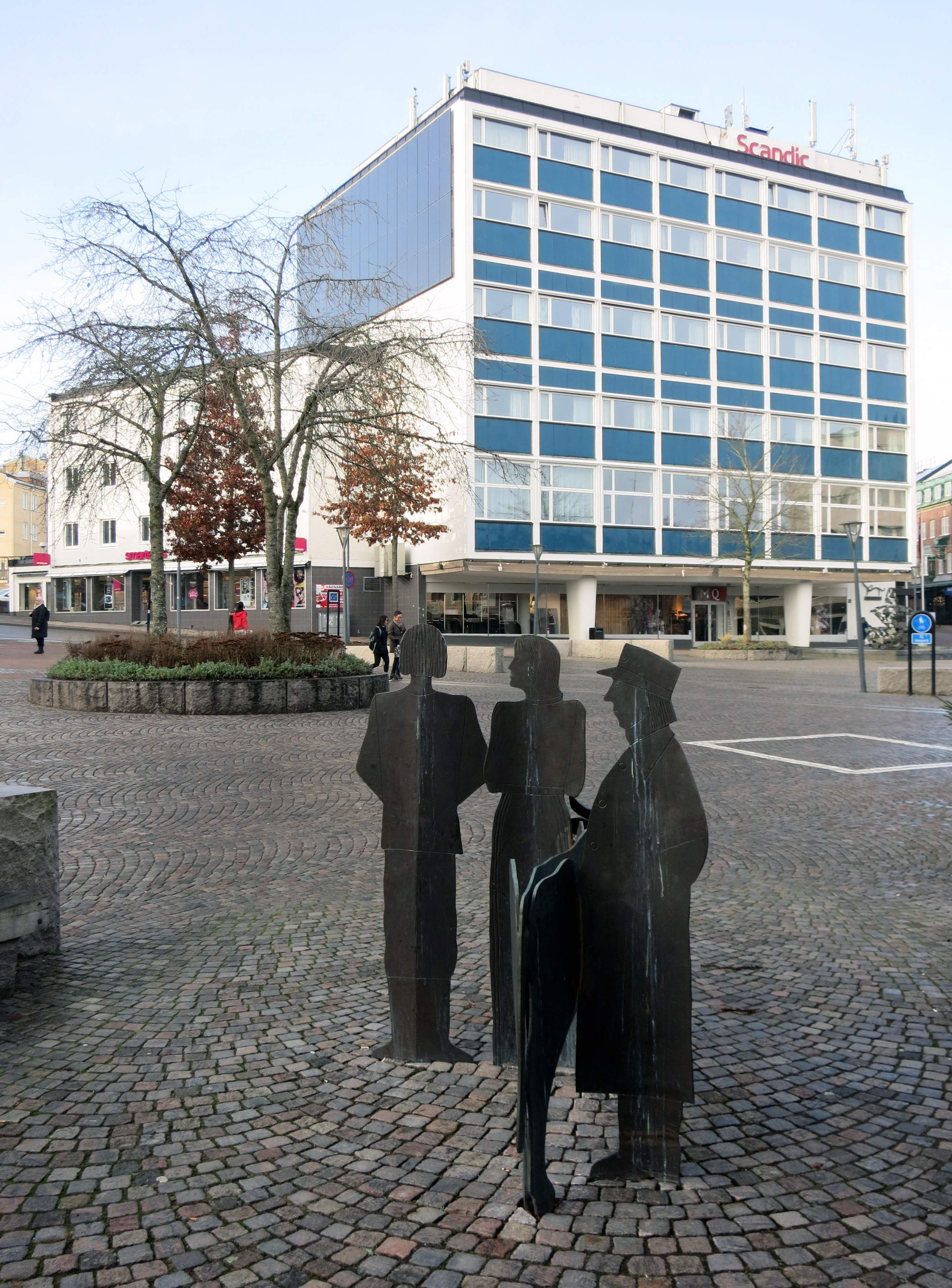
Värnamo stadshotell med Karl Göte Bejemarks Per och Kersti samt installationen Rutan i förgrunden

Karl-Axel "Kalle" Boman, född 5 april 1943 i Stockholm, är en svensk professor i filmisk gestaltning vid Filmhögskolan i Göteborg, inspelningstekniker och filmproducent.

## Verksamhet
Boman arbetade under 1960-talet med Bo Widerberg som regiassistent på bland annat Kärlek 65, Heja Roland och Elvira Madigan. Han ingick i "Grupp 13" som gjorde Den vita sporten (1968). I slutet på 1960-talet började han ett samarbete med Roy Andersson som ledde till långfilmerna En kärlekshistoria och Giliap. Åren 1967–1968 arbetade han som inspelningstekniker och synkläggare för den svenska dubbningen av Disneys Djungelboken. År 1978 startade Boman filmbolaget Hinden tillsammans med Rolf Sohlman och i påbörjade ett samarbete med Marie-Louise Ekman som bland annat resulterade i sex långfilmer. År 1983 startade Boman och Sohlman tillsammans Länna-Ateljéerna, (senare Hinden/Länna-Ateljéerna) en produktions- och inspelningsstudio. Där har bland annat ett flertal långfilmer producerats och spelats in. Under hela sin verksamhet har Kalle Boman samarbetat med konstnärer och producerat bland annat Björn Lövin, Charlotte Gyllenhammar, Lene Berg och Felix Gmelin.
Kalle Boman och Ruben Östlund skapade 2015 installationen Rutan på Flanaden i Värnamo, vilken senare 2017 blev ett inslag i Ruben Östlunds film The Square.

## Priser och utmärkelser
- Chaplin-priset 1970
- Hedersguldbaggen – Guldbaggegalan 2014[1]
- Gullspira 2016

## Filmografi

### Långfilmer i urval
- 1975 – Giliap
- 1985 – Moderna människor
- 1987 – Stilleben
- 1989 – Fadern, Sonen och Den Helige Ande...
- 1991 – Den hemliga vännen
- 1997 – En kvinnas huvud
- 2001 – Puder
- 2004 – Gitarrmongot
- 2005 – Asta Nilssons sällskap

### Roller
- 1968 – Siste nudisten
- 1998 – Liv till varje pris
- 2003 – Studio 24